# Nauru na Letnich Igrzyskach Olimpijskich 2012
Reprezentacja Nauru na Letnich Igrzyskach Olimpijskich 2012 – występ kadry sportowców reprezentujących Nauru na igrzyskach olimpijskich, które odbyły się w Londynie w Wielkiej Brytanii, w dniach 27 lipca – 12 sierpnia 2012 roku.
Reprezentacja Nauru liczyła dwóch zawodników startujących w 2 spośród 26 rozgrywanych dyscyplin. Zawodnicy z tego kraju nie zdobyli żadnego medalu. Chorążym reprezentacji został sztangista Itte Detenamo mający 25 lat. Drugim reprezentantem był niespełna 29-letni judoka Sled Dowabobo. Nauru było jednym z trzech państw, które do Londynu nie wysłało żadnej zawodniczki.
Był to piąty start Nauru na igrzyskach olimpijskich. Najlepszym wynikiem reprezentanta Nauru na Letnich Igrzyskach Olimpijskich 2012 była 14. pozycja, jaką Itte Detenamo zajął w rywalizacji sztangistów w kategorii wagowej +105 kg.

## Tło startu
W 1996 roku reprezentacja Nauru po raz pierwszy wzięła udział w letnich igrzyskach olimpijskich. Przedtem sukcesy sportowców tego kraju odnotowywane były na igrzyskach Wspólnoty Narodów, czy igrzyskach Pacyfiku. Reprezentacja Nauru na tych igrzyskach liczyła dwóch zawodników, którzy startowali w dwóch dyscyplinach: judo i podnoszeniu ciężarów. Sled Dowabobo stał się pierwszym w historii olimpijczykiem z Nauru, który wystąpił w innej dyscyplinie (dotychczas, Nauru reprezentowali wyłącznie sztangiści).

## Wyniki reprezentantów Nauru

### Judo
Nauru w judo reprezentował jeden zawodnik – Sled Dowabobo, który awansował z eliminacji strefy Oceanii. Przygotowaniem nauruańskiego judoki do igrzysk zajął się nowozelandzki trener Patrick Mahon.
Najlepsi awansowali dzięki zajmowanej przez nich pozycji w rankingu (Dowabobo był sklasyfikowany w rankingu na 136. miejscu, tak więc nie mógł się zakwalifikować w ten sposób). Jednym z turniejów kwalifikacyjnych do igrzysk w Londynie były rozgrywane tego samego roku Mistrzostwa Australii i Oceanii w australijskim mieście Cairns. Dowabobo zajął w nich siódme miejsce, jednak z tych mistrzostw tylko dwóch judoków zdołało się zakwalifikować do igrzysk – Aleni Smith z Samoa, który zajął piąte miejsce oraz wspomniany Dowabobo. 
W Londynie startował w kategorii wagowej do 73 kilogramów. Zawody w tej kategorii rozpoczęły się w poniedziałek 30 lipca o godzinie 9:30 czasu lokalnego. Dowabobo stoczył swój pojedynek o tej samej godzinie. W pierwszej rundzie spotkał się z reprezentantem Uzbekistanu, Navro'zem Jo'raqobilovem. Dowabobo przegrał przez o-goshi, odpadając tym samym z rywalizacji o medale. Początkowo razem z reprezentantem Gruzji, Nugzarem Tatalaszwilim, zostali sklasyfikowani ex aequo na 33. miejscu, a w wyniku późniejszej dyskwalifikacji Amerykanina Nicka Delpopolo za obecność w organizmie niedozwolonej substancji (marihuany), ostatecznie zajęli miejsce 32.
| Zawodnik      | Konkurencja | 1/64                                   | 1/32              | 1/16              | 1/8               | Ćwierćfinał       | Półfinał          | Repasaż 1         | Repasaż 2         | Finał   | Finał   |
| Zawodnik      | Konkurencja | Przeciwnik Punkty                      | Przeciwnik Punkty | Przeciwnik Punkty | Przeciwnik Punkty | Przeciwnik Punkty | Przeciwnik Punkty | Przeciwnik Punkty | Przeciwnik Punkty | Miejsce | Miejsce |
| ------------- | ----------- | -------------------------------------- | ----------------- | ----------------- | ----------------- | ----------------- | ----------------- | ----------------- | ----------------- | ------- | ------- |
| Sled Dowabobo | - 73 kg     | Navro'z Jo'raqobilov 0001-0100 Porażka | NQ                | NQ                | NQ                | NQ                | NQ                | NQ                | NQ                | NQ      | 32.     |

### Podnoszenie ciężarów
Nauru w podnoszeniu ciężarów reprezentował jeden zawodnik, który awansował przez eliminacje indywidualne. Z racji tego, że nie awansował z eliminacji drużynowych, awansował na podstawie rankingu kwalifikacyjnego z dnia 10 czerwca 2012 roku. Były to jego trzecie igrzyska; pierwszy raz wystartował w Atenach. Z wynikami: 155 kilogramów w rwaniu i 192,5 kilogramów w podrzucie zajął ostatnie, 14. miejsce wśród sklasyfikowanych zawodników. W Pekinie uzyskał 175 kilogramów w rwaniu oraz 210 kilogramów w podrzucie, a dwuboju uzyskał 385 kilogramów i został sklasyfikowany na 10. miejscu.
W Londynie, podobnie jak w 2004 i 2008 roku, startował w kategorii wagowej +105 kilogramów. Zawody w tej kategorii odbyły się 7 sierpnia 2012 roku i zostały podzielone na dwie grupy. Grupa B rozpoczęła zawody o godzinie 15:30 czasu lokalnego, a grupa A o godzinie 19:00 czasu lokalnego. Była to piętnasta i ostatnia konkurencja podnoszenia ciężarów na igrzyskach w Londynie. Detenamo wystartował w grupie B. W rwaniu wszystkie trzy próby na 165, 170 i 175 kilogramów miał udane. Rwanie zakończył na 15. miejscu. W podrzucie pierwszą próbę na 205 kilogramów zaliczył, drugą na 215 kilogramów spalił, natomiast trzecią na 215 także zaliczył. Podrzut zakończył na 15. miejscu, a z wynikiem 390 kilogramów w dwuboju zajął 6. miejsce w grupie B, a w końcowej klasyfikacji – 14. miejsce.
| Zawodnik      | Konkurencja | Rwanie | Rwanie  | Podrzut | Podrzut | Razem  | Pozycja |
| Zawodnik      | Konkurencja | Wynik  | Pozycja | Wynik   | Pozycja | Razem  | Pozycja |
| ------------- | ----------- | ------ | ------- | ------- | ------- | ------ | ------- |
| Itte Detenamo | + 105 kg    | 175 kg | 15.     | 215 kg  | 15.     | 390 kg | 14.     |